# Przymus wywiadowczy
Przymus wywiadowczy (ang. "count squeeze") to w brydżu rodzaj przymusu niematerialnego, w którym zrzutka obrońcy nie daje rozgrywającemu żadnej bezpośredniej lewy ale przekazuje mu jakąś informację, która np. umożliwia pełne wyliczenie układ rąk obrońców czy umiejscowienie jakiegoś honoru.
```
                       ♠ A D
                       
♥
 D
                       
♦
 -
                       ♣ -
             ♠ 3 2                ♠ K
             
♥
 K                  
♥
 5 4
             
♦
 -                  
♦
 -
             ♣ -                  ♣ -
                       ♠ 7
                       
♥
 6
                       
♦
 -
                       ♣ A
```

Rozgrywający nie wie gdzie znajduje się król pik, ale z wcześniejszej gry wie, że gracz W ma jeszcze króla kier.  Gra więc asa trefl i W znajduje się w "przymusie wywiadowczym" - może on co prawda bezpiecznie zrzucić blotkę pik, ale kiedy rozgrywający w następnej lewie zagra pika do dziadka, a W dołoży blotkę, rozgrywający będzie wiedział, że musi zagrać z góry, ponieważ król pik musi się znajdować u obrońcy po prawej stronie.